# Большой Лог (Башкортостан)
Большой Лог (баш. Большой Лог) — деревня в Благовещенском районе Республики Башкортостан Российской Федерации. Входит в состав Октябрьского сельсовета. 

## География

### Географическое положение
Расстояние до:
- районного центра (Благовещенск): 83 км,
- центра сельсовета (Осиповка): 12 км,
- ближайшей ж/д станции (Загородная): 96 км.

## История
Был образован в 1870-е годы переселенцами из Орловского  уезда Вятской губернии. Крестьяне купили землю у Кузнецова, но купчих крепостей оформить не успели. Через несколько лет земля Кузнецова была продана с аукциона жене отставного фельшера Марии Михайловне Зайцевой, новая владелица прав крестьян на землю не признала и предложила им купить ее вторично. В 1892 году крестьяне поддались на увещевания властей купили-таки землю вторично при содействии Крестьянского поземельного банка. С 1880-х годов Большой Лог  входил в Приход села Седяш. В 1895 году было образовано Больше-Логовское сельское общество. Сельское крестьян Большого Лога больше всего было Мухачевых и Кислицыных, также проживали Устюговы, Целищевы, Коряковцевы, Светлаковы, Новокшеновы, Сотниковы, Переваловы, Чуркины и другие.
В 1895 в Большом Логе насчитывалось 52 двора и 294 человека. В самом начале XX века в починке открылась земская одноклассная школа, также были отмечены 2 бакалейные лавки. 
К 1913 году насчитывалось 46 хозяйств и 316 крестьян, все входили в земельное товарищество, в собственности которого находилась вся земля - 1109, 4 десятины. Большинство крестьян относились к категории зажиточных. 
В 1917 насчитывалось 53 домохозяйства и 332 человека. 
С 1930-х годов деревня Большой Лог входит в состав Октябрьского сельсовета. Во время коллективизации деревня вошла в колхоз "Победа". В 1950-е годы деревня входила в колхоз  "4-я пятилетка", в 1957 году вошла в состав совхоза "Полянский", а в 1981 году - в совхоз "Осиповский". 

## Население
| 2002 | 2009 | 2010 |
| ---- | ---- | ---- |
| 22   | ↘14  | ↘10  |

Согласно переписи 2002 года, преобладающие национальности — русские (41 %), марийцы (41 %).
Динамика населения: в 1939 году насчитывалось 254 человек, в 1959 - 240, в 1969- 117, в 1989 - 27. Перепись населения 2010 года зафиксировала в Большом Логе только 10 постоянных жителей.